# Eigenmannia vicentespelaea
Espèce
Eigenmannia vicentespelaea est une espèce de poissons gymnotiformes de la famille des Sternopygidae.

## Distribution
Cette espèce est endémique du Goiás au Brésil, elle se rencontre dans le système souterrain karstique des grottes du rio São Vicente.

## Description
C'est un Poisson électrique translucide qui mesure jusqu'à 164,5 mm.

## Publication originale
- Triques, 1996 : Eigenmannia vicentespelaea, a new species of cave dwelling electrogenic neotropical fish (Ostariophisi: Gymnotiformes: Sternopygidae). Revue française d'Aquariologie Herpétologie, vol. 23, n. 1/2, p. 1-4.